# Clyomys
Clyomys là một chi động vật có vú trong họ Echimyidae, bộ Gặm nhấm. Chi này được Thomas miêu tả năm 1916. Loài điển hình của chi này là Echimys laticeps Thomas, 1909.

## Các loài
Chi này gồm các loài: